# Vicari
Vicari település Olaszországban, Szicília régióban, Palermo megyében. Lakosainak száma 2440 fő (2023. január 1.). Vicari Caccamo, Campofelice di Fitalia, Lercara Friddi, Prizzi, Roccapalumba és Ciminna községekkel határos.

## Népesség
A település lakossága az elmúlt években az alábbi módon változott:
| Lakosok száma | 2698 | 2664 | 2440 |
|               | 2017 | 2018 | 2023 |